# Vienne (naselje)
Vienne (frankoprovansalsko Vièna) je mesto in občina v vzhodni francoski regiji Rona-Alpe, podprefektura departmaja Isère. Leta 2009 je mesto imelo 29.619 prebivalcev.

## Geografija
Kraj leži v pokrajini Daufineji na levem bregu reke Rone, 30 km južno od Lyona.

## Uprava
Vienne je sedež dveh kantonov:
- Kanton Vienne-Jug (del občine Vienne, občine Chonas-l'Amballan, Les Côtes-d'Arey, Estrablin, Eyzin-Pinet, Jardin, Moidieu-Détourbe, Reventin-Vaugris, Les Roches-de-Condrieu, Saint-Sorlin-de-Vienne),
- Kanton Vienne-Sever (del občine Vienne, občine Chasse-sur-Rhône, Chuzelles, Luzinay, Pont-Évêque, Septème, Serpaize, Seyssuel: 23.601 prebivalec),

Mesto je prav tako sedež okrožja, v katerega so poleg njegovih dveh vključeni še kantoni Beaurepaire, La Côte-Saint-André, Heyrieux, Pont-de-Chéruy, Roussillon in Saint-Jean-de-Bournay z 205.934 prebivalci.

## Zgodovina
Galski oppidum je postal rimska kolonija pod Julijem Cezarjem okoli leta 47 pred našim štetjem, vendar je lokalnemu plemenu Alobrogov uspelo začasno pregnati zavojevalce iz mesta, slednji so zatem ustanovili kolonijo Lugdunum, sedanji Lyon. Leta 6 našega štetja je v mestu dobil zatočišče Herod Arhelaj, etnarh Samarije, Judeje in Idumeje, ozemlja, ki je v tem času postalo rimska provinca Judeja. Kot rimska kolonija je Vienna pridobila vse nekdanje privilegije, kasneje pa postala tudi provincialno središče. Postumus, rimski cesar, se je dal tukaj v letu 257 razglasiti za cesarja Galskega imperija s središčem v Trierju.
Vienne je bilo pomembno zgodnjekrščansko središče - škofija v tedanji Galiji, njen prvi zgodovinsko izpričan škof pa Verus, ki se je udeležil koncila v Arlesu leta 314. Za časa preseljevanj je bilo mesto stalno na udaru, tako v letu 438 pod Burgundi, 534 pod Franki, 558 oplenjen od Langobardov, 737 pod Mavri. Okoli leta 450 je Vienne postal sedež nadškofije, razpuščene med francosko revolucijo. cesar Svetega rimskega cesarstva Karel Plešasti je v letu 869 podelil ozemlje grofu Bosu Provanškemu, slednji se je 10 let kasneje razglasil za kralja Provanse, po smrti 887 pokopan v mestni katedrali sv. Mavricija. Kasneje je Vienne prešel pod Arles, leta 1032 pa znova postal del Svetega rimskega cesarstva. Kljub temu so bili resnični vladarji mestni nadškofje, ki so imeli močnega nasprotnika v grofih Albonskih, kasnejših grofih Viennois, v letu 1449 pa je ozemlje skupaj s politično močjo prešlo pod Francijo.
Na Viennskem koncilu oktobra 1311 je papež Klemen V. umaknil podporo vitezom Templarjem, naslednje leto pa tudi ukinil njihov red.

## Zanimivosti
Vienne je na seznamu francoskih umetnostno-zgodovinskih mest.
- rimski Tempel Avgusta in Livije,
- antično rimsko gledališče, danes prizorišče vsakoletnega festivala jazza,
- zgodnjeromanska bazilika sv. Petra,
- nekdanja gotska katedrala sv. Mavricija (1107-1533),
- trdnjava Château de La Bâtie iz 13. stoletja.

## Pobratena mesta
- Albacete (Kastilija - Manča, Španija),
- Emirdağ (Egej, Turčija),
- Esslingen am Neckar (Baden - Württemberg, Nemčija),
- Goris (Armenija),
- Greenwich (Connecticut, ZDA),
- Neath Port Talbot / Castell-nedd Port Talbot (Wales, Združeno kraljestvo),
- Piotrków Trybunalski (Lodzsko vojvodstvo, Poljska),
- Schiedam (Južna Holandija, Nizozemska),
- Velenje (Slovenija),
- Videm (Furlanija - Julijska krajina, Italija).